# Marsha Ivins
Marsha Sue Ivins (ur. 15 kwietnia 1951 w Baltimore w stanie Maryland) – amerykańska astronautka, uczestniczka pięciu lotów wahadłowców NASA.

## Życiorys
W 1969 roku ukończyła Nether Providence High School w Wallingford we wschodniej Pensylwanii. Po uzyskaniu w 1973 roku tytułu Bachelor of Science w dziedzinie inżynierii lotniczej i kosmicznej (aerospace engineering) University of Colorado Boulder, w następnym roku rozpoczęła pracę w Centrum Lotów Kosmicznych imienia Lyndona B. Johnsona w roli inżyniera. W NASA zajmowała się wyświetlaczami orbiterów, sterowaniem, interfejsem człowiek-maszyna oraz opracowaniem wyświetlacza HUD (Head-Up Display) dla orbitera. Pracowała też jako pilot cywilny.
Po ostatecznym niezakwalifikowaniu jej do 9. grupy astronautów startowała ponownie i w 1984 r. została wybrana na kandydatkę na astronautkę NASA i rozpoczęła szkolenie w charakterze specjalistki misji.
Ivins wzięła udział w pięciu misjach wahadłowców: STS-32 (1990), STS-46 (1992), STS-62 (1994), STS-81 (1997) oraz STS-98 (2001), spędzając poza Ziemią łączne ponad 1300 godzin. Opuściła NASA 31 grudnia 2010 r..
Stowarzyszenie Uczestników Lotów Kosmicznych (Association of Space Explorers) przyznało jej Universal Astronaut Insignia za lot orbitalny (nr 225).

## Wykaz lotów
| Loty kosmiczne, w których uczestniczyła Marsha Ivins        | Loty kosmiczne, w których uczestniczyła Marsha Ivins | Loty kosmiczne, w których uczestniczyła Marsha Ivins | Loty kosmiczne, w których uczestniczyła Marsha Ivins | Loty kosmiczne, w których uczestniczyła Marsha Ivins | Loty kosmiczne, w których uczestniczyła Marsha Ivins | Loty kosmiczne, w których uczestniczyła Marsha Ivins |
| Nr                                                          | Data startu                                          | Statek kosmiczny                                     | Data lądowania                                       | Statek kosmiczny                                     | Funkcja                                              | Czas trwania                                         |
| ----------------------------------------------------------- | ---------------------------------------------------- | ---------------------------------------------------- | ---------------------------------------------------- | ---------------------------------------------------- | ---------------------------------------------------- | ---------------------------------------------------- |
| 1                                                           | 9 stycznia 1990                                      | STS-32 Columbia F-9                                  | 20 stycznia 1990                                     | STS-32 Columbia F-9                                  | Specjalista misji (MS-2)                             | 10 dni 21 godzin 0 minut                             |
| 2                                                           | 31 lipca 1992                                        | STS-46 Atlantis F-12                                 | 8 sierpnia 1992                                      | STS-46 Atlantis F-12                                 | Specjalista misji (MS-2)                             | 7 dni 23 godziny 15 minut                            |
| 3                                                           | 4 marca 1994                                         | STS-62 Columbia F-16                                 | 18 marca 1994                                        | STS-62 Columbia F-16                                 | Specjalista misji (MS-3)                             | 13 dni 23 godziny 16 minut                           |
| 4                                                           | 12 stycznia 1997                                     | STS-81 Atlantis F-18                                 | 22 stycznia 1997                                     | STS-81 Atlantis F-18                                 | Specjalista misji (MS-3)                             | 10 dni 4 minuty i 55 sekund                          |
| 5                                                           | 7 lutego 2001                                        | STS-98 Atlantis F-23                                 | 20 lutego 2001                                       | STS-98 Atlantis F-23                                 | Specjalista misji (MS-2)                             | 12 dni 21 godzin i 20 sekund                         |
| Łączny czas spędzony w kosmosie — 55 dni 21 godzin 46 minut |                                                      |                                                      |                                                      |                                                      |                                                      |                                                      |